# Piekło Dantego: Epicka animacja
Piekło Dantego: Epicka animacja lub Piekło Dantego: Epicka historia (ang. Dante’s Inferno: An Animated Epic) – film animowany produkcji USA, Singapuru, Japonii i Korei Południowej z 2010 roku, wyreżyserowany przez Yasuomiego Umetsu.
Film powstał na bazie gry EA Games Dante’s Inferno bazującej na dziele Dantego Alighieri Boska komedia (część Piekło).

## Fabuła
Dante powraca z wyprawy krzyżowej do swojego domu we Florencji. Tam znajduje bałagan oraz swojego martwego ojca oraz Beatrycze, którą sam Lucyfer zabiera do piekła. Dante postanawia dostać się tam i uratować swoją ukochaną.